# Милерово раскршће
Милерово раскршће (енгл. Miller‘s Crossing) је амерички филм снимљен 1990. у режији браће Коен. Главне улоге тумаче Габријел Берн, Марша Геј Харден и Џон Туртуро.

## Радња
Филм је смјештен у еру прохибиције тридесетих година 20. стољећа те говори о непријатељству међу гангстерским бандама. Филм је био хваљен због дијалога и дубоке карактеризације ликова, док је у исто вријеме био обиљежен заштитним знаковима браће Коен, црним хумором и разним преокретима.
У америчком граду током прохибиције, ирски гангстер, мафијашки бос Лео води посао. Једног дана, други утицајни шеф, Италијан Џони Каспар, долази код њега и тражи од њега да уклони Јеврејина Бернија, који продаје Џонијеве тајне. Лео одбија Џонија, наводећи да Берни наводно плаћа његову заштиту. У ствари, Бернијева сестра, Верна, је Леова љубавница, и Лео не жели да је изгуби. Леов послушник, цинични и интелигентни Том Реган, на ствари гледа прагматичније и саветује Леа да испуни Каспаров захтев како се не би мешао у оружани сукоб.
Том има своје проблеме - дугује велику суму новца кладионици Лазару. Лео каже да може да реши проблем, али поносни Том одбија Леову помоћ и жели да реши своје проблеме. Међутим, картајући са Лазаром, губи. Касније ипак позајмљује новац од Лазара, ставља га на наградну игру и поново губи. Тако Том дугује Лазару веома велику суму новца.
Том посећује Верну и проводи ноћ са њом. Ујутро сазнаје да је телохранитељ Раг, кога је Лео ставио да прати Верну, нестао. Лео одржава састанак са градоначелником града и шефом полиције. Лео верује да је Џони тај који је убио Рага и да није ни важно да ли ће дати Бернија или не. Том такође објашњава да Каспар у почетку није прекршио правила, да их је Берни прекршио, а Лео га је покривао због Верне. Такође сматра да Бернија треба праведно казнити. Лео не послуша Томов савет и као резултат тога, због његове наклоности према жени, у граду почиње мафијашки рат. Градоначелник града и начелник полиције, наравно, нису задовољни избијањем рата.
Том предлаже Верни да напусти Леа и да га не заварава, али она одбија и наставља да користи Леа као гаранцију за безбедност Бернија, њеног брата. Берни долази Тому и тражи да га покрије, а он ће заузврат договорити договор о торби и Том ће добити новац и моћи ће да отплати дуг Лазару. Џони касније предлаже Тому да претвори Бернија у себе тако што ће му понудити да плати своје дугове, али Том одбацује прилику, а Џони, бесан због подругљивог одбијања, наређује својим људима да га пребију. Међутим, Лео спашава Тома рукама полиције. Том сазнаје од шефа полиције да је Раг убијен метком калибра 5,6 мм. Том одлази код Верне и оптужује је за убиство, али Верна каже да она није убила Руга. После тога спавају заједно. Истовремено, Џони покушава на Леа. Међутим, Лео убија једног од Џонијевих нападача, одузима му Аутомат Томпсон и њиме пуца у остала три нападача. Након покушаја атентата, Том долази да разговара са Леом, али он наставља да игнорише Томов савет и још увек не жели да преда Бернија и заустави рат, јер жели да се Верна уда за њега. Том коначно каже Леу да Џони није убио Руга, и да је убијен из пиштоља калибра 5,6, женског пиштоља. Лео не верује да је Рага убила Верна. Тада Том коначно признаје да је и сам у интимној вези са Верном. Од тога, Лео постаје бесан и удара Тома низ две степенице, јавно говорећи да прекида све односе са њим и да се нада да га више неће видети. 
Верна долази Тому, са којим је Лео прекинуо везу, и она га позива да оде са њом и њеним братом; претвара се да се слаже, и нехајно пита где се крије њен брат Берни. Затим Том одлази код Џонија и издаје Бернија. Такође се испоставља да градоначелник града и шеф полиције прелазе на Џонијеву страну. Џони шаље Тома и његове људе у мисију да ухвате и упуцају Бернија на Милеровом прелазу. Џонијеви насилници говоре Тому да им је шеф наредио да Том убију самог Бернија. Том, пошто је од насилника добио пиштољ Астра 400, води Бернија дубоко у шуму, али Џонијеви људи остају код аута. Уплашен, Берни клечи и моли Тома да га не убије. Сам са Бернијем, Том ослобађа своју жртву, али му наређује да одмах напусти град и нестане заувек, и испаљује неколико хитаца у ваздух.
Том покушава да превари Џонија говорећи да је његов приврженик - строги и рационални Еди - такође издао Џонија и продао информације заједно са Бернијем и Минком. Међутим, Џони у то прво не верује. Неколико дана касније, Берни се неочекивано појављује у Томовом стану и почиње да га уцењује, захтевајући Џонијеву смрт и претећи, у супротном, да ће се појавити у јавности у граду. Том се налази између неколико ватри – Леа, Џонија, Лазара, Едија, а сада и Бернија.
Еди схвата да Том није особа која може некога да убије, и након што је сазнао да Џонијеви борци нису ни проверили да ли је Том убио Барнија или не, одлучује да то сам провери. Возе се са Томом до Милеровог прелаза. Том је чудом спасен од смрти - на месту Бернија је леш Минка са унакаженим лицем, и грешком је замењен Бернијем. Испоставило се да је Минк убио Рагу, а Берни је убио Минка да би осигурао Тома. Овог пута, Том успева да превари Џонија и тако га приморава да убије Едија, свог оданог помоћника. После тога, Том превари Џонија и Бернија у његов стан. На путу, Тома покушава да убије Верна, мислећи да је убио њеног брата, али баш као и Том, она нема срца за то. Сам Том долази на заказани састанак нешто касније, када је Берни већ убио Џонија. Овог пута, Том ради оно што није могао у шуми - убија Бернија и поставља пиштоље као да је дошло до пуцњаве између њих у његовој кући (док ставља пиштољ из којег је Еди убијен, ставља Бернија). У Џонијевом новчанику, Том проналази довољно новца да се нагоди са Лазаром.
На Бернијевој сахрани, Том сазнаје да је Лео опростио Верни, а она га је заузврат замолила да се ожени. Лео, схватајући да Том уопште није прешао на погрешну страну, већ је само предвидео и одиграо скоро све, жели да му се Том поново врати, али Тому ово више није потребно – одлази.

## Улоге
| Глумац           | Улога             |
| ---------------- | ----------------- |
| Габријел Берн    | Том Реган         |
| Марша Геј Харден | Верна             |
| Џон Туртуро      | Берни Бернбаум    |
| Џон Полито       | Џони Каспар       |
| Алберт Фини      | Лијам Лео О'Бенон |
| Џејмс Е. Фриман  | Еди Дејн          |
| Мајк Стар        | Френки            |
| Ал Манчини       | Тик-Так           |